# Yota Maejima
Yota Maejima (født 12. august 1997) er en japansk fodboldspiller, som spiller for den japanske fodboldklub Kataller Toyama.